# Darmstädter Schloss (Groß-Umstadt)
Das Darmstädter Schloss (auch Hanauer Schloss oder Unterschloss genannt) liegt im Nordosten der Stadt Groß-Umstadt im Landkreis Darmstadt-Dieburg in Hessen und ist ein aus einer ehemaligen Wasserburg entstandener Adelssitz, der im ausgehenden Mittelalter zum Residenzschloss ausgebaut wurde. Er ist einer der ehemals sieben Adelssitze der Stadt.

## Lage

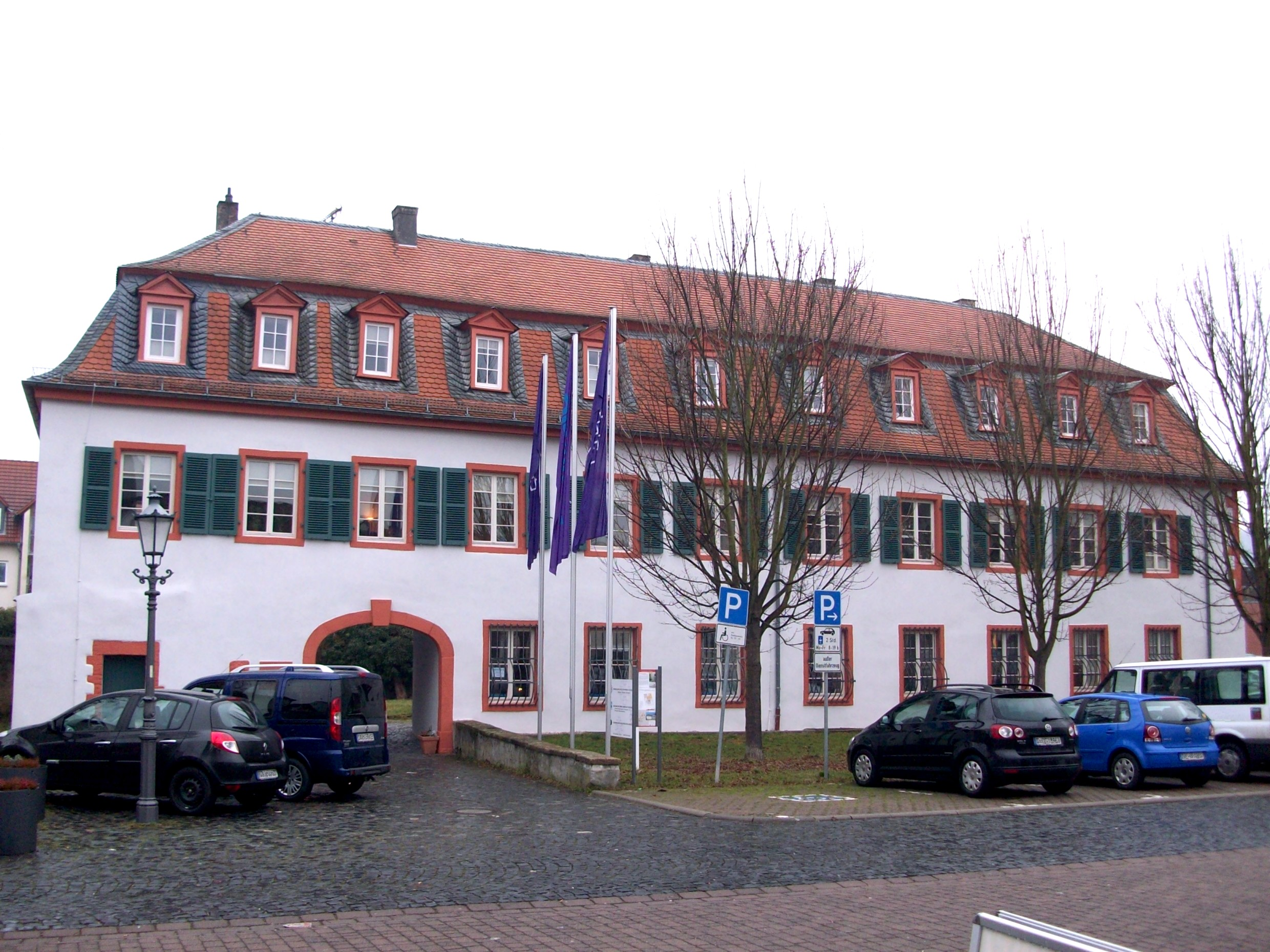
Heutiger Südflügel des Schlosses mit Hofeinfahrt

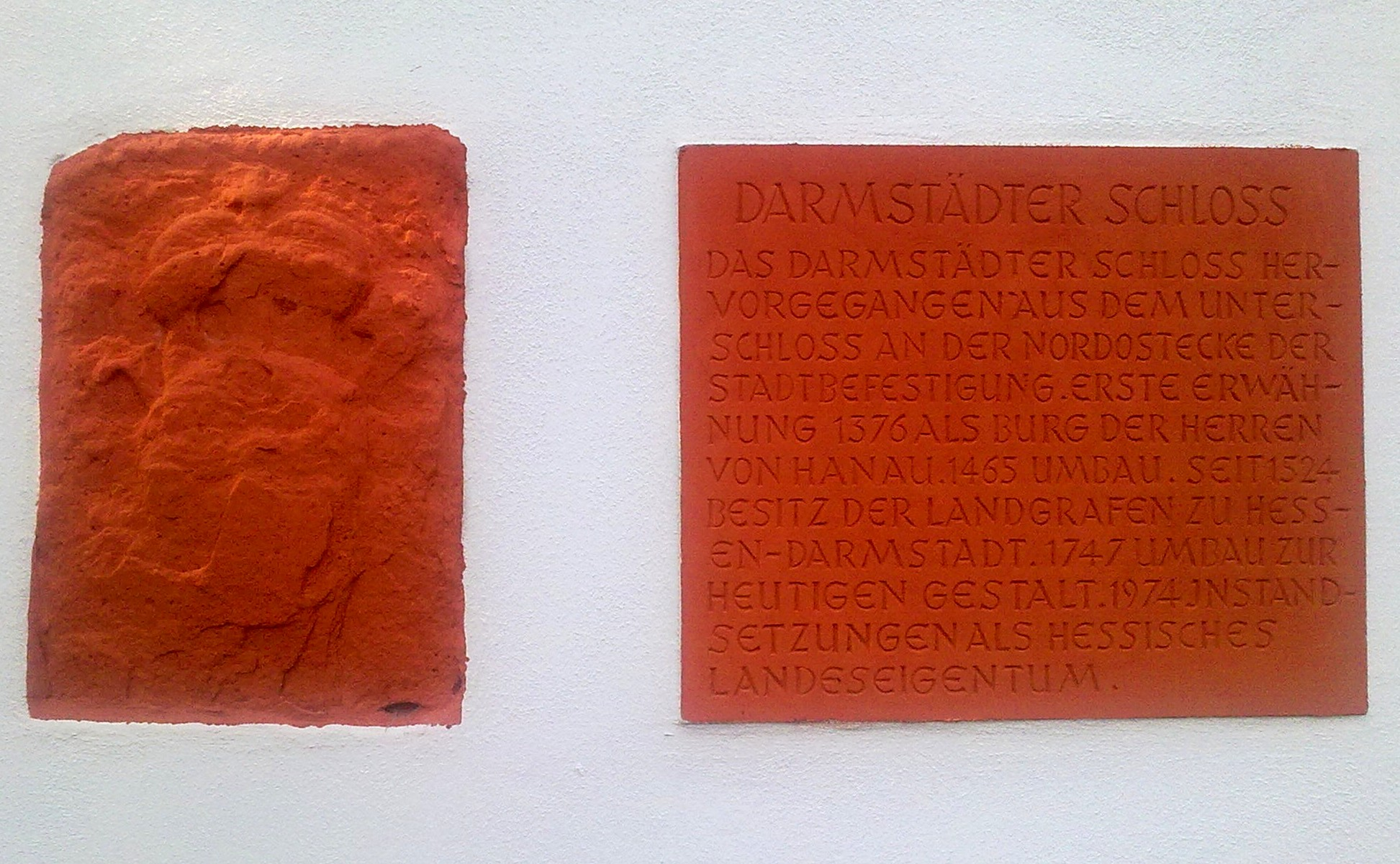
Infotafel und Wappenrest am Torbogen des Eingangs des Südflügels des Schlosses

Im Mittelalter war die Burg Sicherungsburg des östlichen Zugangs zur Stadt über Pferdsbach (hier auch Mühlbach genannt) und Stadtgraben mit direkter Lage an der Stadtmauer.
Es markiert heute neben der Stadthalle den östlichen Zugang zur Altstadt.

## Geschichte
Die vormalige Burg wurde wohl schon im 12. Jahrhundert im Auftrag des Klosters Fulda, des Besitzers der Stadt Umstadt (Omestat majoris), erbaut. Die Burg diente als Amtssitz der fuldischen Vögte und späteren Lehensträger, der Grafschaft Katzenelnbogen und des Hauses Münzenberg, denen es bereits gelang, die Burg als Allodialbesitz zu erlangen. Umstadt wurde als Kondominat verwaltet. Das Lehen der Münzenberger wurde nach deren Aussterben im Mannesstamm 1255 von den Hanauern übernommen: Ein Erbteil fiel an Reinhard I von Hanau, der als Tochtermann mit Adelheid von Münzenberg verheiratet war (Münzenberger Erbschaft). Die Katzenelnbogener Herrschaft wurde verdrängt.
1374 verpfändet das Kloster auch die andere Hälfte der Stadt an Hanau, verkauft aber 1390 die Stadt komplett an die Pfalz. Hanau bekommt damit seine Hälfte statt als Fuldaisches Lehen nun als Kurpfälzer Lehen. Rechtskräftig wird es erst 1427, nachdem die Pfalz endlich den Kaufpreis bezahlte. 1376 erfolgte dann die Ersterwähnung (anlässlich Streitigkeiten mit dem Hause Wertheim) als Wasserburg. Von hier aus regierten die Hanauer ihre Hälfte der Stadt.
1458 „vollzogen“ Anna von Lichtenberg und Philipp I. der Ältere in der Burg die Ehe. Es ist anzunehmen, dass damit auch das Umstädter Lehen nun der Grafschaft Hanau-Lichtenberg zuzuordnen ist. Die Burg wird ab 1460 im gotischen Stil umgebaut und erweitert.
Bis 1504 ist es von den Hanauern unter Philipp III. von Hanau-Lichtenberg bewohnt. In der Bayrischen Fehde von 1504 bis 1521 wird Stadt und Burg vom hessischen Landgraf Wilhelm II. erobert und geht nach einem Vergleich 1524 endgültig an die Landgrafschaft Hessen unter Philipp I. Philipp III. von Hanau-Lichtenberg wird mit einer Zahlung von 16.000 fl im Jahr 1521 und der Herrschaft über die Zehntdörfer Langstadt und Kleestadt abgefunden. Die Burg wird Amtmannssitz der hessischen Landgrafen.
Bis 1530 war Johann von Löwenstein Pfandamtmann zu Umstadt. Erst 1538 konnte Landgraf Philipp von Hessen mit Otto von Boineburg zu Felsberg und Gerstungen einen neuen Pfandamtmann finden.
Mitte des 18. Jahrhunderts wird die Burg als Barockschloss komplett umgebaut. Nach 1787 beherbergte es noch die Amtsschreiberei und Registratur.

## Baugeschichte

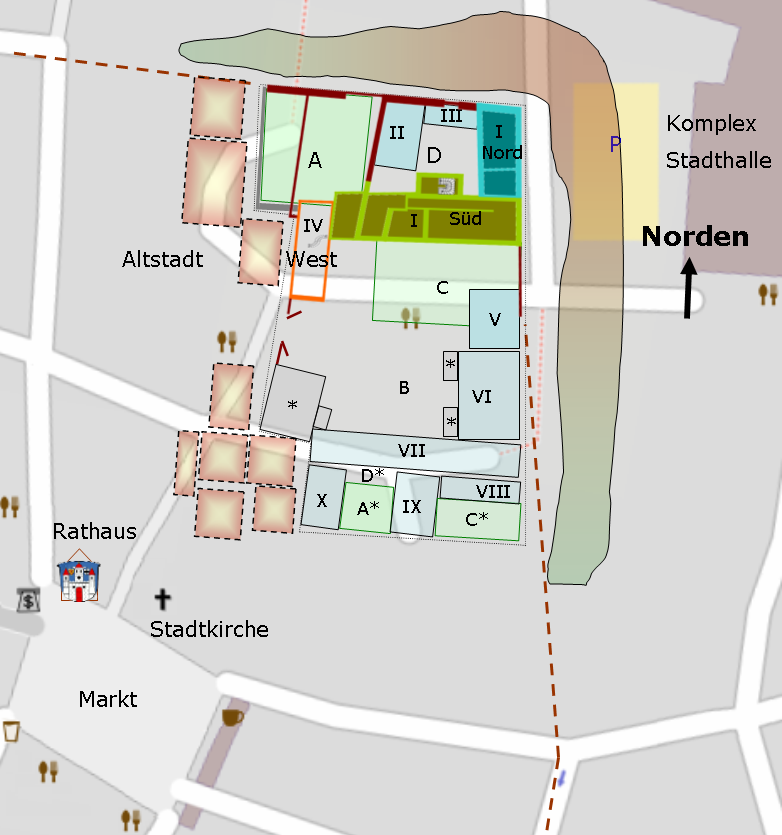
Lage und Größe des Schlosses an der ehemaligen Nordostecke der alten Stadtmauer: um 1787 (schwarz gepunktet umrissen), vor 1940 (farbiger Grundriss), heutige Größe (ausgefüllte Fläche)

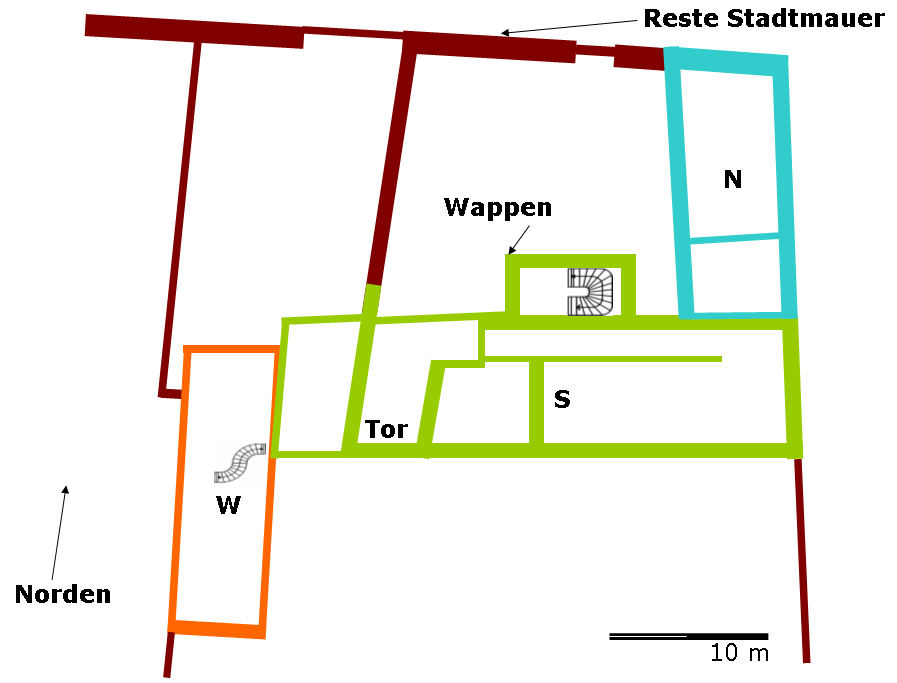
Schematisierter Grundriss des Schlosses um 1940. N- Nord-, S- Süd, W- 1952 abgebrochener Westflügel, Tor- Durchfahrt in den Innenhof. Reste der Stadtmauer sind nur an der bezeichneten Stelle noch erhalten.

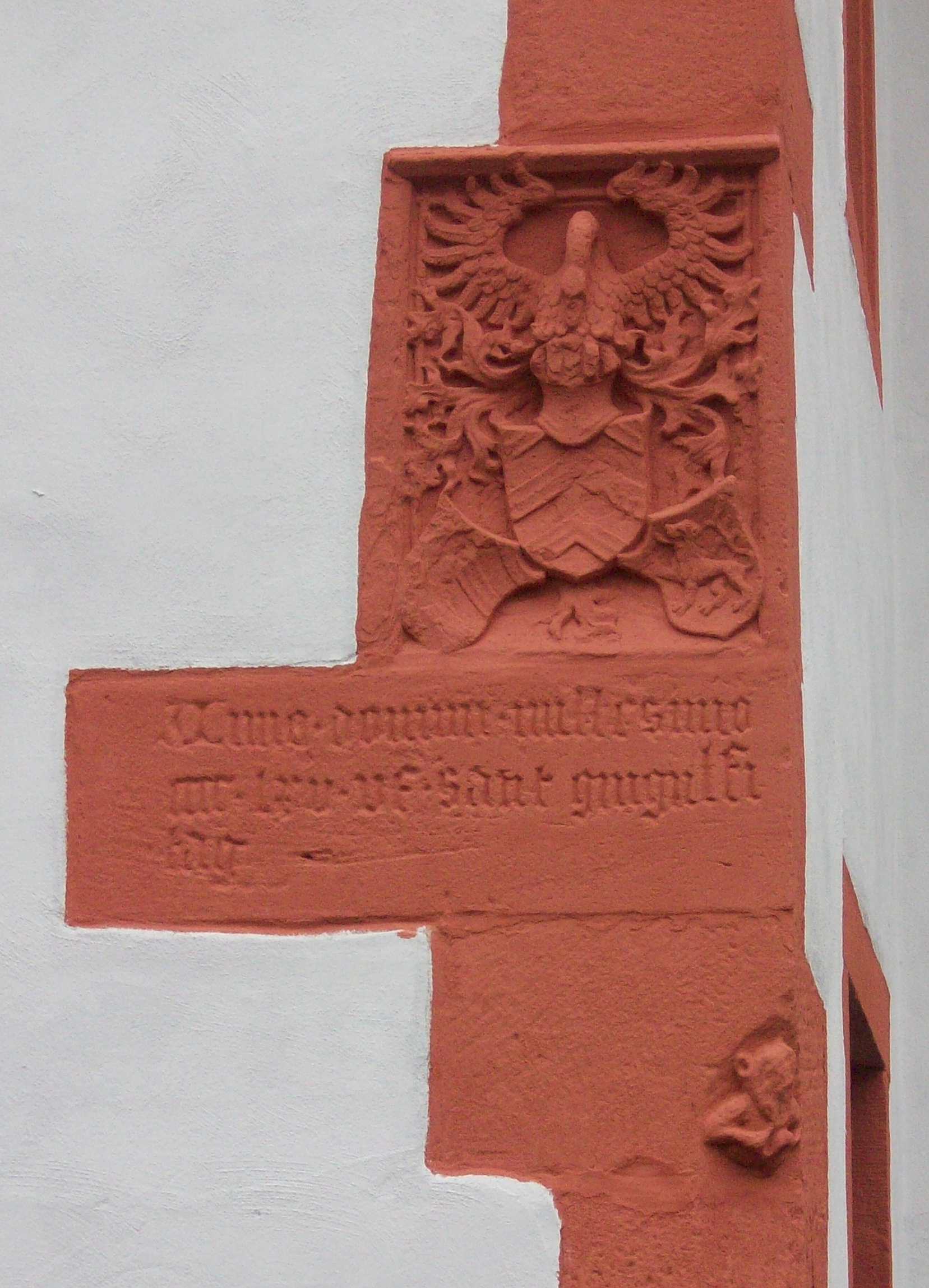
Hanauisches Vollwappen, darunter Sparrenwappen und Lichtenberger Löwe an der Ecke des heutigen Eingangs (Palasreste) nach der Durchfahrt des Südflügels mit Bauinschrift „Anno Domini … 1465 uf Sant Gingulfi…“ und darunter die Neidfigur, ein Affe

Als Wasserburg erbaut, sind genauere Baudaten erst mit dem Kupferstich von Matthäus Merian um 1645 überliefert. Damals bestand die Burg aus einem hohen und mächtigen vierstöckigen Wehrturm, der an die Stadtmauer direkt angebaut war. Er war mit vier kleinen zweigeschössigen Ecktürmen besetzt und besaß ein spitz zulaufendes Dach, wobei wohl jede Seite mit einer Gaube besetzt war. Der Turm war von einem Haus mit beidseitigem Treppengiebel flankiert. Der dahinterliegende (nordwestliche) kleinere Turm (nur Haushöhe) war der Torturm zur Stadtmauer und zum Schlosszugang. 1640 wird der noch vorhandene Bergfried oder Wohnturm (Palas) wegen Baufälligkeit abgebrochen. Das Wirtschaftsgebäude vorhanden sind, ist selbstverständlich anzunehmen.
Von 1727 bis 1747 wird die ehemalige Burg repräsentativ komplett umgestaltet und zu einer barocken Dreiflügelanlage umgebaut. Keines der alten Gebäude ist dabei erhalten geblieben. Nördlich schließt die Anlage mit der Stadtmauer ab, die heute viel niedriger und mit kleinen Unterbrechungen noch auf etwa siebzig Meter Länge zu sehen ist. Das zur Straße Am Darmstädter Schloss nach Osten zeigende Untergeschoss des Nordflügels (Blickrichtung Stadthalle) war früher direkter Teil der Stadtmauer.
Wie das Schloss umgebaut wurde, lässt sich auf dem Grundriss des Geometer Balthasar Blum von 1787 ersehen: Turm und Palas aus der Entstehungszeit existieren nicht mehr (vgl. im Merian Bild). Ob das Gebäude des Amtsschreibers, was nun an dessen Stelle steht, um- oder neugebaute Reste sind, ist nicht mehr verifizierbar. Auch die Amtsschreiberei wurde im 20. Jahrhundert abgerissen. Durch das westwärtige zweiflügelige Hoftor gelangte man in den großen Innenhof, den „Vordersten Hofblatz mitsamt dem Mistblatz“ (B). Nördlich schloss sich der Westflügel (Gebäude IV) an, das sogenannte Kelterhaus. Darin befand sich auch die Wohnung des Amtmannes. Noch weiter nördlich von einem Teil der Stadtmauer eingerahmt, lag der barocke Garten (A) nach französischem Vorbild. Er war nur über den Vorhof (D) zu betreten. der auch Zugang zu den übrigen Schlossflügeln war. Die Amtsschreiberei (Gebäude II) grenzte Garten und Vorhof voneinander ab. Daneben lag das zweigeschössige Waschhaus (Gebäude III), das direkt an die nördliche Stadtmauer angebaut war. Als rechtwinkliges Ensemble lagen Nord- und Südflügel (Gebäude I) um den Vorhof gruppiert. Südlich davor lag der Gemüsegarten als Teil des großen Innenhofes. An der östlichen Stadtmauer befand sich der Marstall (Gebäude V) und südlich die Zehntscheuer (Gebäude VI) mit zwei kleinen vorgelagerten Schweineställen (*). Südlicher Abschluss des großen Innenhofes war der zweigeschössige Fruchtspeicher, Langes Haus genannt (Gebäude VII). Aufbau und Zweck der Gebäude VIII bis X sind nicht bekannt, dienten aber wahrscheinlich Versorgungs- bzw. Wohnzwecken für das Gesinde. Das Hoftor wurde südlich vom großen Schweinestall eingerahmt. Alle Dächer waren als Walmdächer gekennzeichnet. Die breiten Längsbauten, der Südflügel und das Lange Haus bestimmten den Gesamteindruck.
Seit Mitte des 20. Jahrhunderts stehen nur noch restaurierter Nord- und Südflügel mit Durchfahrt. Beide sind unter einem Mansarddach vereinigt. Der Nordflügel hat auf hohem Sockel ein Geschoss, während der Südflügel zweigeschossig ist. Der dritte Flügel, der wiederum senkrecht an den Westflügel anschloss, und dem ganzen Ensemble den S-förmigen Grundriss gab, wurde im Jahr 1952 abgerissen. An dessen Stelle steht heute das Mahnmal mit einer Menora zur Erinnerung an die alte Synagoge und dahinter die Stele mit dem Verzeichnis aller (Groß-)Umstädter Juden, die dem Holocaust zwischen 1933 und 1945 zum Opfer fielen. Nur noch Teile des ehemaligen Vorhofes gehören heute zum Schlossensemble. Der Garten wurde Teil des sich heute darauf befindlichen Alters- und Seniorenstifts.
Das Schloss wurde 1974 umfassend restauriert und in Landeseigentum überführt.

Schlossimpressionen
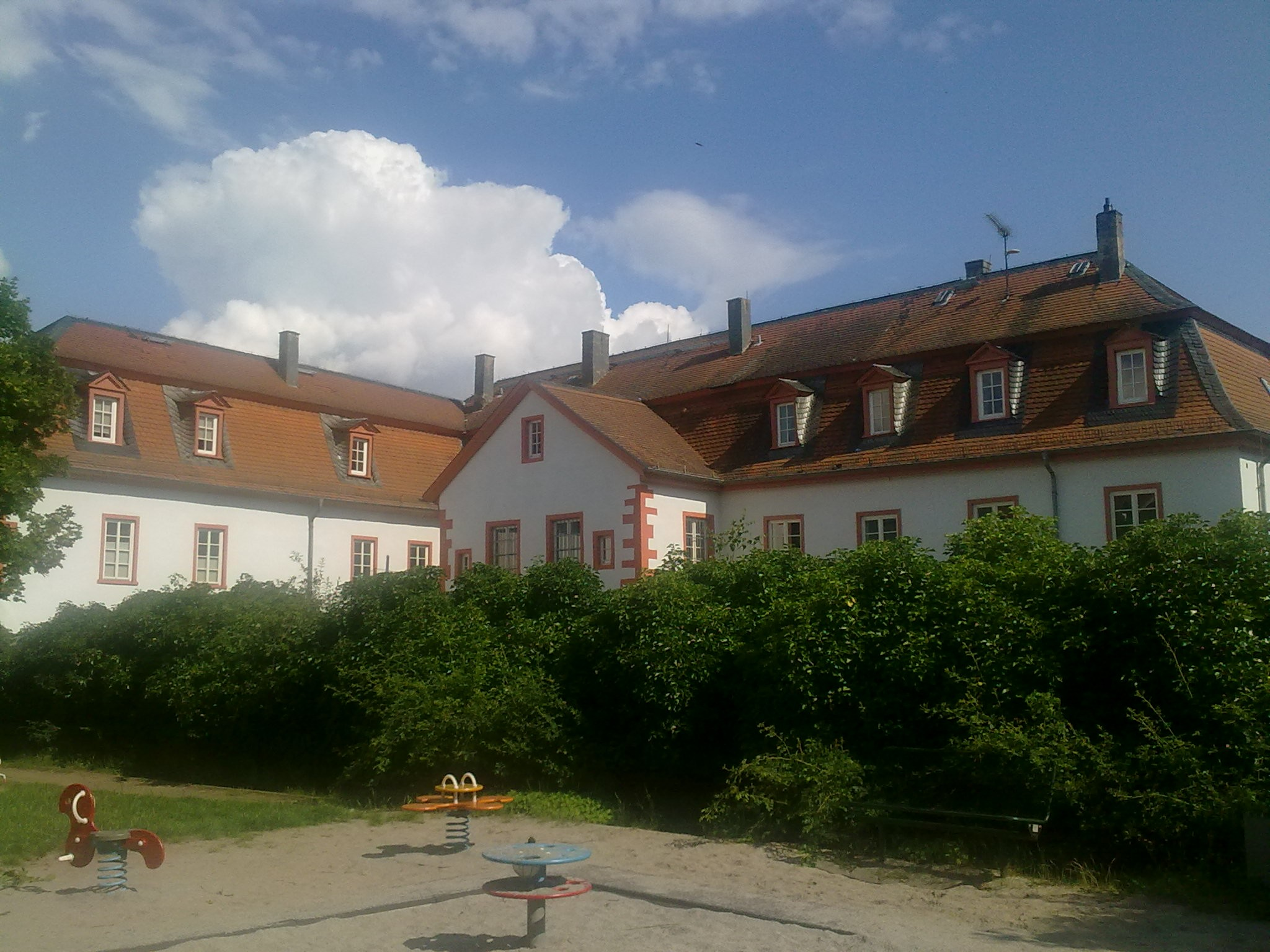
Noch stehender Nord- (links) und Südflügel mit Blick zum Innenhof. Die begrünte Mauer ist ein Rest der Stadtmauer.
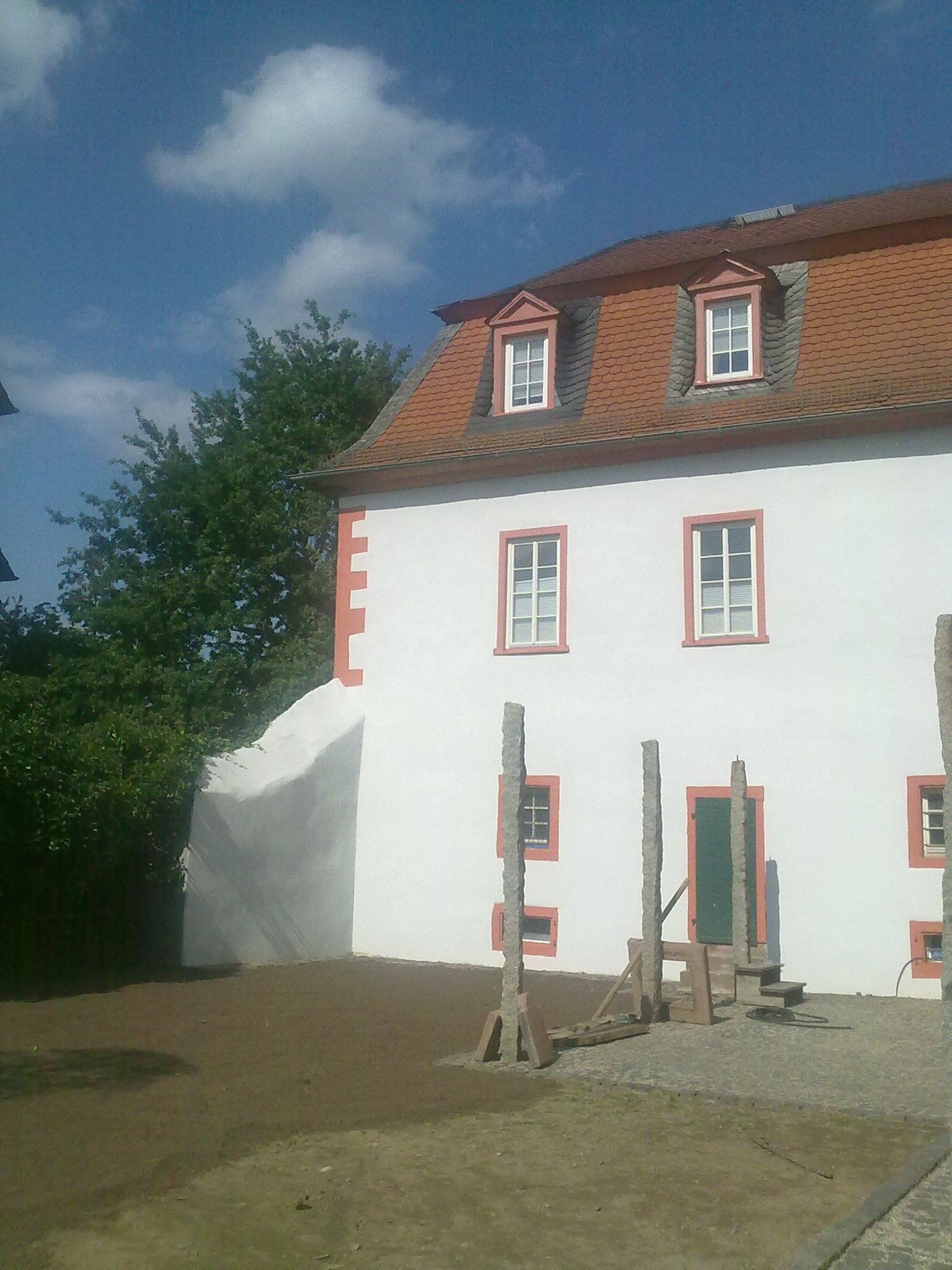
Innenhof und Nordflügel mit Ansatzrest der Stadtmauer
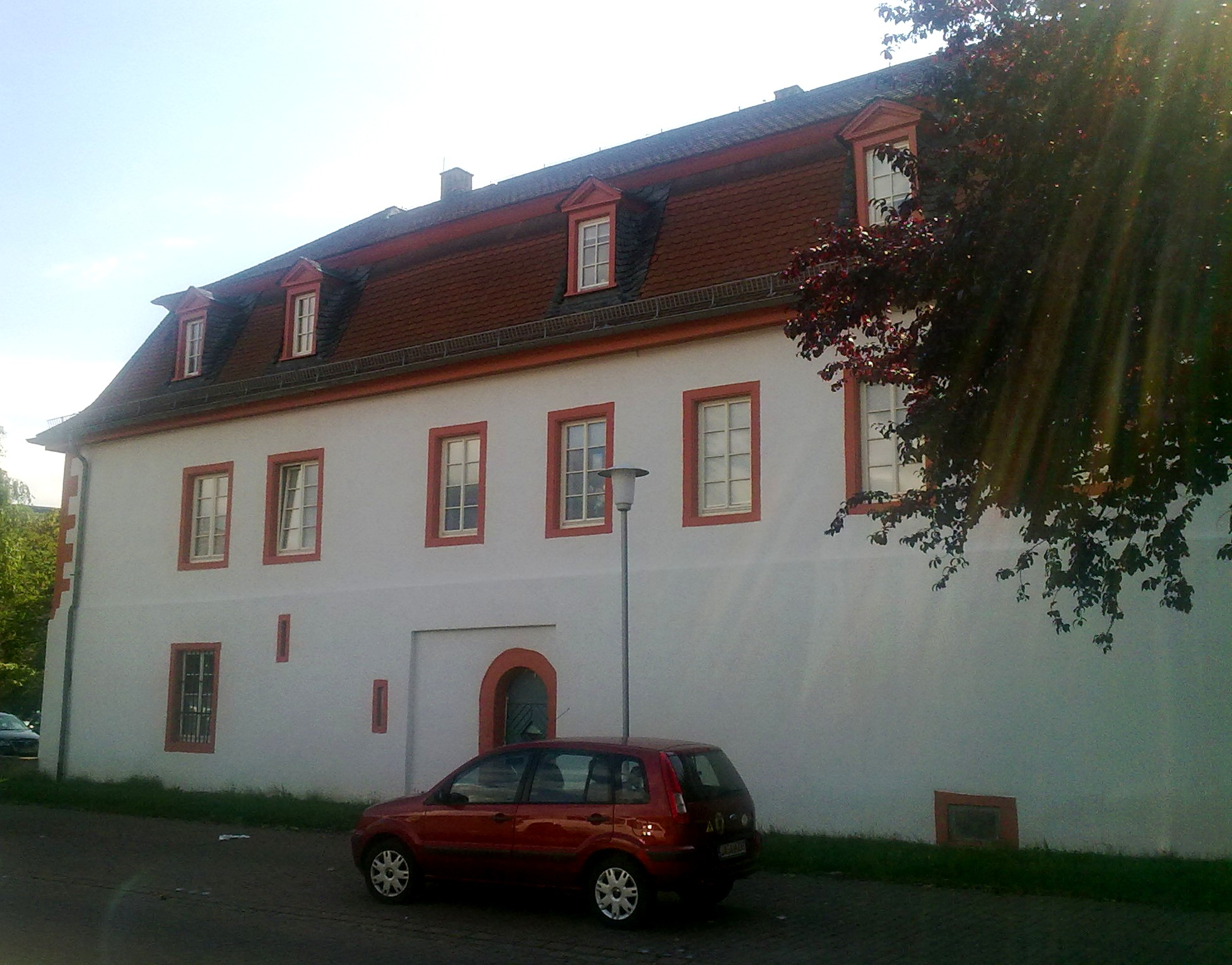
Die Ostseite des Nordflügels des Schlosses. Der untere Teil war früher ein Teil der Stadtmauer (bis zum Absatz).
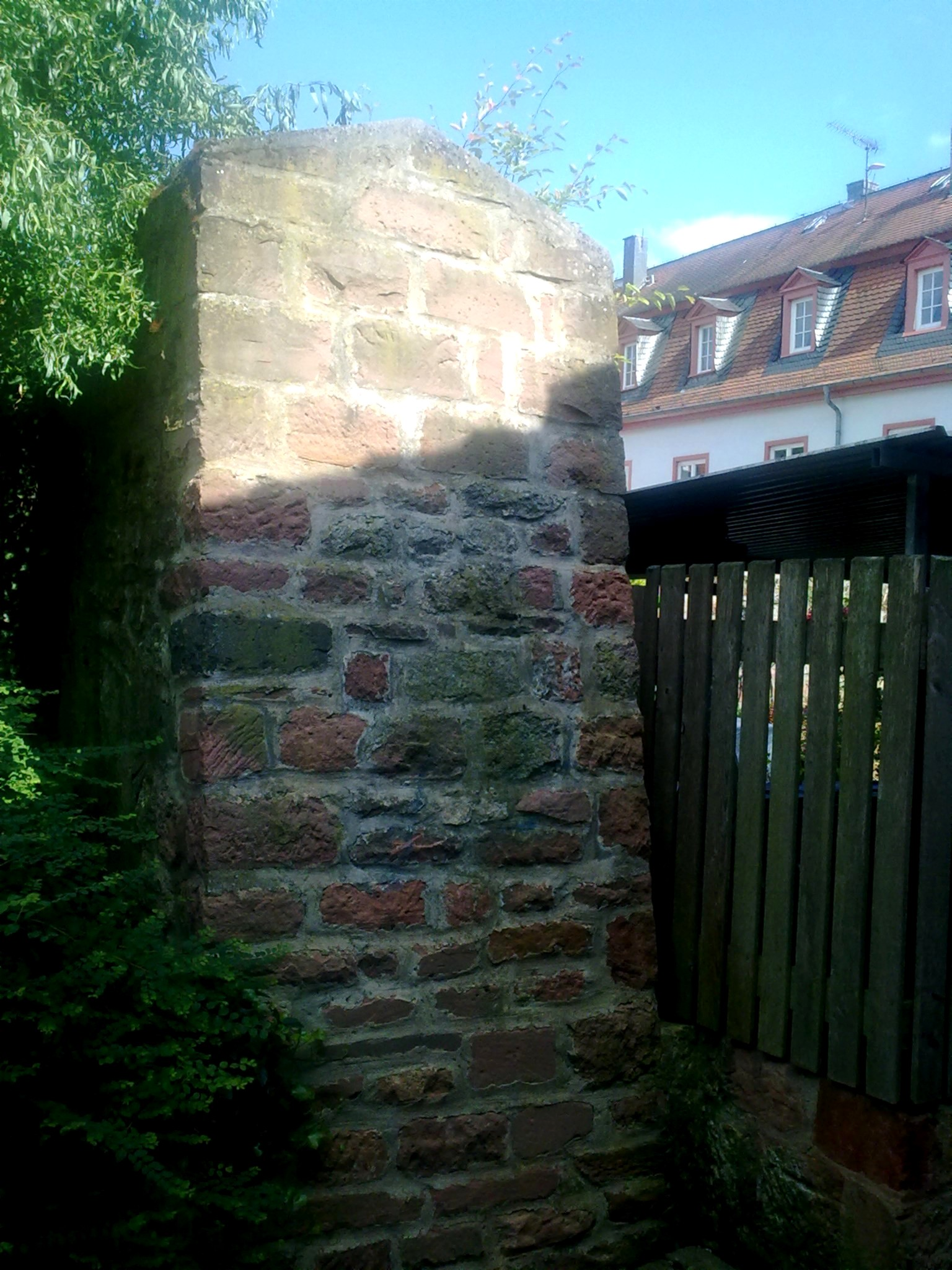
Stadtmauerrest am nordwestlichen Durchgang mit Blick zum Südflügel und Innenhof (heute niedriger)

## Heutige Nutzung
Das Schloss war Eigentum des Landes Hessen, das es der Evangelischen Kirche in Hessen und Nassau zur Nutzung übereignet hat. Im Südflügel sitzt das Evangelische Dekanat Vorderer Odenwald mit dem Dekan und der Dekanatsjugendstelle. Dort befindet sich ebenfalls der Ökumenische Hospizverein Groß-Umstadt und die Außenstelle Groß-Umstadt des Diakonischen Werks Darmstadt-Dieburg. Aus den Räumen im Südflügel sendete jährlich das Radio Weinwelle zum Winzerfest Groß-Umstadt, bevor es in Räume des Gemeindehauses in Groß-Umstadt umzog. 
Um 2010 wurde das Schloss verkauft und befindet sich in privater Hand. Es wurde in den letzten Jahren umfassend renoviert und restauriert. Der durch die Schlossflügel eingefasste Innenhof wurde vorbildlich wiederhergestellt. Die Nutzungsverträge mit der EKHN werden weitergeführt.